# Васильєвка (Ромодановський район)
Васи́льєвка (рос. Васильевка, ерз. Васильевка) — присілок у складі Ромодановського району Мордовії, Росія. Входить до складу Набережного сільського поселення.

## Населення
Населення — 58 осіб (2010; 81 у 2002).
Національний склад (станом на 2002 рік):
- росіяни — 99 %